# Ancyluris glaphyra
Ancyluris glaphyra är en fjärilsart som beskrevs av Doubleday 1847. Ancyluris glaphyra ingår i släktet Ancyluris och familjen Riodinidae. Inga underarter finns listade i Catalogue of Life.